# Blindedarm

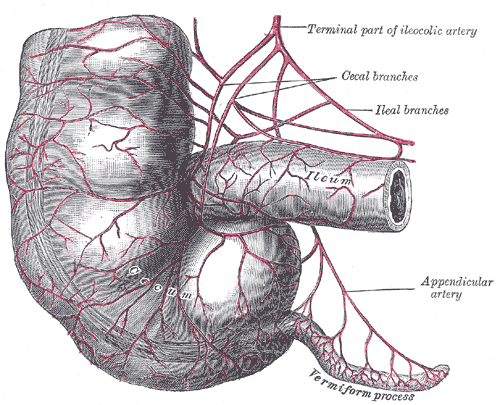
dunne darm, blindedarm met wormvormig aanhangsel en dikke darm

De blindedarm of (intestinum) caecum is een blind eindigende zak van de dikke darm die zich bij de mens rechts onder in de buik bevindt. Het laatste deel van de dunne darm (het ileum) eindigt namelijk niet in het begin van de dikke darm maar mondt zijdelings uit in het caecum, een centimeter of 10 van het uiteinde. Dit blinde distale uiteinde is nu de blindedarm.
De primaire functie van de dikke darm is het opnemen van water en zouten uit het verteerde voedsel. De spieren in de wand van de dikke darm kunnen de inhoud kneden om de vochtopname te verbeteren.
De 'blindedarm' waarover in de volksmond gesproken wordt is echter een ander orgaan, namelijk het wormvormig aanhangsel (de appendix vermiformis).
Bij veel dieren, met name planteneters, is de blindedarm veel sterker ontwikkeld dan bij mensen.